# Europsko prvenstvo u košarci za žene – Latvija 2009.
Europsko prvenstvo u košarci za žene 2009. godine održalo se u Latviji 2009. godine.